# Отон
Марк Са́львий Ото́н (лат. Marcus Salvius Otho; родился 28 апреля 32 года — погиб 15, 16 или 17 апреля 69 года, Брикселл) — римский император с 15 января по 16 апреля 69 года, в «год четырёх императоров».
Отон принадлежал к недавно возвысившемуся роду, который при Августе вошёл в состав сенатской аристократии, а при Клавдии был причислен к патрициату. В молодости Марк Сальвий был известен своим пристрастием к разгульной жизни. Благодаря общим интересам он стал в 55 году одним из ближайших друзей Нерона, но позже (в 58 или 59 году) император отправил его в почётную ссылку — наместником в Лузитанию. В 68 году Отон поддержал мятеж наместника Тарраконской Испании Сервия Сульпиция Гальбы, увенчавшийся победой. Марк Сальвий рассчитывал унаследовать от Гальбы власть над империей, а обманувшись в своих надеждах, организовал переворот. 15 января 69 года преторианцы убили Гальбу и провозгласили Отона императором.
Марк Сальвий пытался урегулировать охвативший империю политический кризис за счёт компромисса со всеми общественными силами, но ряд западных провинций к моменту захвата им власти уже поддерживал другого претендента на верховную власть — наместника Нижней Германии Авла Вителлия. В Южной Галлии и Северной Италии развернулась гражданская война, в первых сражениях которой полководцы Отона неизменно одерживали верх. В большой битве при Бедриаке 14 апреля того же года победа осталась за вителлианцами. Не желая продолжать гражданскую войну, Марк Сальвий покончил с собой два дня спустя.

## Биография

### Происхождение
Латинское имя Сальвий (Salvius) во времена Республики чаще всего носили рабы. Как номен оно получило распространение позже, при Империи. Предки Марка Сальвия Отона принадлежали, согласно Светонию, к этрусской знати и жили в городе Ферентин. Первый из Отонов, о ком сохранилась хоть какая-то информация в источниках, — прадед императора: он принадлежал к всадническому сословию и был женат на женщине низкого происхождения (возможно, даже родившейся в рабском состоянии). Преномен этого Отона неизвестен; возможно, его родственником был народный трибун 43 года до н. э., сторонник Марка Туллия Цицерона и первая жертва проскрипционных убийств.
Единственный представитель следующего поколения семьи носил преномен Марк. Он вырос в доме Ливии, жены Августа и матери Тиберия; благодаря покровительству этой матроны он стал членом сенаторского сословия и прошёл в своей карьере до претуры (даты неизвестны), а своей женой сделал представительницу «очень знатного рода со многими влиятельными связями». В этом браке родился Луций Сальвий Отон, отец императора. Луций занимал должность консула-суффекта в 33 году, а в 46—47 годах был проконсулом провинции Африка. Клавдий причислил его к патрициям. От Альбии Теренции, «женщины видного рода» (то есть, видимо, дочери богатого всадника, не занимавшего государственных должностей), у Луция Сальвия было трое детей: Луций Сальвий Отон Тициан, консул 52 года, женатый на сестре будущего императора Марка Кокцея Нервы; дочь, помолвленная с Друзом Цезарем; и Марк Сальвий Отон, который три месяца был императором Рима.
Евтропий пишет, что Отон был более знатен «по материнскому роду, чем по отцовскому, хотя оба рода были небезызвестны»; предположительно, он спутал мать Отона с его бабкой по отцу. Тацит называет Сальвиев в контексте событий 69 года «недавно возвысившимся родом» (familia nova).

### Ранние годы
Марк Сальвий Отон родился, согласно Светонию, «в четвёртый день до майских календ в консульство Камилла Аррунция и Домиция Агенобарба», то есть 28 апреля 32 года. О том, какое он получил образование, источники не сообщают; известно только, что Марк Сальвий хорошо знал греческий язык. С ранних лет он вёл разгульную жизнь. Плутарх сообщает, что Отон был «с самого детства до крайности развращён роскошью и погоней за наслаждениями», Светоний — что он был «мотом и наглецом», за что отец часто его сёк (эта деталь — единственное сообщение о полученном Отоном воспитании). «Говорили, что он бродил по улицам ночами и всякого прохожего, который был слаб или пьян, хватал и подбрасывал на растянутом плаще».
После смерти отца, в 55 году, Марк Сальвий сблизился с вольноотпущенницей Акте — близкой ко двору гетерой, в которую влюбился только что пришедший к власти Нерон. Благодаря этой женщине Отон вошёл в круг ближайших друзей юного императора; согласно Тациту, Нерон избрал его и Клавдия Сенециона «наперсниками своей любви» к Акте. Ходили даже слухи, будто между Марком Сальвием и принцепсом существует «развратная близость». Предположительно основой этой дружбы был общий интерес к разгульной жизни и юношеским сумасбродствам. Отон, по-видимому, никогда не состоял на военной службе, а в политической карьере не достиг даже претуры, но благодаря симпатии цезаря и участию в его тайных делах он приобрёл большое влияние. В доказательство тому Светоний рассказывает, как Отон, получив огромную взятку от одного консуляра, осуждённого за вымогательство, ввёл его в сенат даже прежде, чем добился для него формального прощения.
Поворот во взаимоотношениях Марка Сальвия с Нероном произошёл из-за Поппеи Сабины. Эта матрона, принадлежавшая к сенатскому сословию, сначала была женой всадника Руфрия Криспина, а после развода с ним вышла за Отона и стала новой любовью императора (58 год). Античные авторы по-разному рассказывают о том, как возник этот «любовный треугольник». Согласно Светонию, Нерон сделал Поппею своей любовницей ещё в бытность её женой Криспина, а после развода организовал её брак с Отоном как прикрытие. Согласно Тациту, Поппея сначала вышла за Отона и уже потом познакомилась с императором: Марк Сальвий слишком часто расхваливал достоинства своей жены, то ли проявляя неосторожность, то ли специально соблазняя Нерона, чтобы добиться в качестве мужа императорской любовницы ещё большего влияния.
Однако известно, что такая роль Отона не устроила. Он полюбил свою жену и не захотел терпеть соперника. Однажды Марк Сальвий даже прогнал людей, которых Нерон прислал за Поппеей, а когда пришёл сам император, не впустил его в дом. Тому пришлось перед дверьми «тщетно требовать доверенного другу сокровища». Чтобы прекратить эту комическую и компрометирующую историю, Нерон назначил Отона наместником Лузитании, а его брак расторг. Для всех наблюдателей было очевидно, что отъезд Марка Сальвия в Испанию — это ссылка; Светоний в связи с этим приводит двустишие, переходившее в Риме из уст в уста:

Хочешь узнать, почему Отон в почётном изгнанье?

Сам со своей женой он захотел переспать!
— Гай Светоний Транквилл. Отон, 3, 2.
По данным Плутарха, Марку Сальвию грозила более серьёзная кара, смертная казнь, но за него заступился Луций Анней Сенека, тогда ещё обладавший влиянием на Нерона. Светоний пишет, что до отъезда Отон оказал ещё одну услугу императору: в тот день, когда Нерон планировал убить свою мать, Агриппину Младшую, Марк Сальвий «во избежание подозрений устроил для него и для неё пир небывалой изысканности». Но это сообщение противоречит как словам того же автора о десятилетнем наместничестве Отона (оно закончилось в июне 68 года, а Агриппина была убита в марте 59 года), так и данным Тацита об отъезде Отона в Лузитанию в 58 году.
На момент отъезда Марк Сальвий возглавлял жреческую коллегию арвальских братьев и был квесторием (бывшим квестором). Провинцией он правил в качестве легата с полномочиями пропретора, и это затянувшееся правление показало его с неожиданной стороны. Все источники сообщают, что Отон оказался хорошим наместником: он действовал «с редким благоразумием и умеренностью»; «правителем был мягким и с подчинёнными народами жил в согласии»; «заставил забыть о его прежнем бесславии, правил с безупречной честностью и показал себя столь же умеренным в пользовании властью, сколь разнузданным был ранее в частной жизни». Некомпетентность Марка Сальвия в военных вопросах компенсировалась его сотрудничеством с прокуратором Марком Веттием Валентом, имевшим большой опыт армейской службы.
Все десять лет почётной лузитанской ссылки Отон сохранял желание отомстить Нерону. Затянувшееся пребывание на высоком посту в одной из самых отдалённых частей империи могло способствовать появлению у Марка Сальвия масштабной цели — захватить власть в Риме. Из столицы легат привёз прорицателей, которые обещали ему, что он переживёт Нерона и станет императором; к тому же у Отона были громадные долги, достигшие в общей сложности двухсот миллионов сестерциев, и улучшить его финансовое положение могли только какие-то радикальные перемены.

### На стороне Гальбы
Ситуация изменилась весной 68 года, когда в Римской империи начался масштабный кризис. Наместник Лугдунской Галлии Гай Юлий Виндекс поднял мятеж против Нерона и предложил союз и императорскую власть правителю Тарраконской Испании, соседствовавшей с Лузитанией, — Сервию Сульпицию Гальбе. Тот после некоторых колебаний согласился и для начала провозгласил себя «легатом сената и римского народа» (2 апреля 68 года). Отон немедленно примкнул к Гальбе. Известно, что он привёз легату всю имевшуюся у него утварь из золота и серебра, чтобы пустить металл на чеканку монет; привёз он и рабов, «обученных прислуживать высокому повелителю». Марк Сальвий не мог чем-то помочь Гальбе с военной точки зрения, поскольку в его провинции не было войск.
Помимо Отона Гальбу поддержал третий испанский наместник — квестор Бетики Авл Цецина Алиен. Правивший Африкой Луций Клодий Макр тоже поднял мятеж (правда, он вёл себя независимо). Виндекс уже в мае 68 года потерпел поражение и погиб, так что Гальба какое-то время считал своё дело проигранным; но тем временем Нерон потерял поддержку преторианцев и сената, был объявлен «врагом отечества» и покончил с собой. Большинство провинций признало Гальбу императором. В начале июля 68 года новый правитель отправился в Рим по суше через Галлию, и Марк Сальвий проделал весь долгий путь в одной с ним повозке. Отон использовал эту поездку, чтобы с помощью денежных наград, всевозможных услуг и задушевных разговоров у костра склонить на свою сторону солдат сопровождавшей Гальбы армии. В этом он вполне преуспел; для императора же Марк Сальвий стал вторым по степени близости доверенным лицом после Тита Виния Руфина, командира единственного легиона, расквартированного в Тарраконской Испании.
Приехав в Рим, Отон быстро восстановил контакты с придворными кругами. Бездетному Гальбе было уже 72 или 73 года, так что ему предстояло кого-то усыновить и сделать своим официальным наследником; Марк Сальвий рассчитывал, что император выберет именно его, приняв во внимание заслуги и популярность в войсках. На стороне Отона был и Тит Виний, рассчитывавший выдать за него свою дочь. Но другие фавориты Гальбы, Корнелий Лакон и Икел Марциан, были готовы поддерживать любого иного кандидата, чтобы не допустить усиления Виния. К тому же в глазах самого императора Отон был слишком связан с нероновским окружением. У Сервия Сульпиция был ещё один вариант — патриций Гней Корнелий Долабелла. Гальба долго колебался и уже в январе 69 года принял неожиданное решение: он усыновил 30-летнего Луция Кальпурния Пизона Фруги Лициниана, отличавшегося знатностью и «всеми нравственными достоинствами», но не имевшего никакого влияния.
Для Отона это стало полной неожиданностью. Теперь он был уверен, что Гальба его ненавидит и хочет устранить; кроме того, для него обострилась долговая проблема. Марк Сальвий «откровенно говорил, что ежели он не станет императором, то ему всё равно, погибнуть ли от врага в сражении или от кредиторов на форуме». Поэтому он решил захватить власть. Ситуация ему благоприятствовала: за несколько месяцев, проведённых в Риме, новый император успел настроить против себя и горожан, и аристократию, и армию. Против Гальбы были и преторианцы, которые не получили от него денежных подарков даже по случаю усыновления Пизона. В результате Отон смог совершить переворот спустя всего пять дней.

### Захват власти
Марк Сальвий вложил в задуманное им предприятие миллион сестерциев, полученный им от одного императорского раба за предоставление тому важной должности. На эти деньги он подкупил пятерых преторианцев, а те в свою очередь перетянули на свою сторону других. Предполагалось, что непосредственно в заговоре будет участвовать немного народа, а остальные присоединятся сами, когда начнётся бунт. Согласно Светонию, у Отона был план уже в день усыновления Пизона (10 января 69 года) напасть на дворец и убить Гальбу за обедом, но в последний момент этот план был отменён. Ночью с 13 на 14 января группа пьяных преторианцев окружила Отона, возвращавшегося домой с пира, и хотела увести его с собой в лагерь, но солдаты испугались, что приняли за него кого-то другого: никто из них не знал Марка Сальвия в лицо.
Переворот произошёл 15 января. В этот день Гальба должен был принести жертвы богам на Палатине, и Марк Сальвий пришёл на эту церемонию. В самом начале процедуры к Отону подошёл его вольноотпущенник, чтобы сказать, что дома его ждут строители; это был условный знак, сообщавший, что солдаты готовы к выступлению. Под этим предлогом или, по другим данным, сославшись на лихорадку, Отон покинул императора и кружным путём, через Дом Тиберия, направился к Золотому столбу, что на форуме перед храмом Сатурна. Там его должны были ждать солдаты.

Число тех, что встретили его там и приветствовали, называя императором, не превышало, как передают, двадцати трёх. Отон оробел… Однако собравшиеся не дали ему ускользнуть. Обнажив мечи, они обступили его носилки и приказали двигаться дальше, и Отон, крича, что погиб, стал торопить и погонять носильщиков. Несколько прохожих слышали его крики, но были скорее изумлены, чем встревожены, видя малочисленность участников этой отчаянной затеи.
— Плутарх. Гальба, 25.
Преторианцы понесли его в свой лагерь, поднимая обнажённые мечи и громко именуя Отона Цезарем. В пути этот маленький отряд постепенно рос. Его без сопротивления впустили в лагерь, а там одни офицеры и солдаты решили поддержать Отона, другие предпочли выждать; против бунтовщиков не выступил никто. Тем временем о происходящем узнал весь город. Стоявший в Риме легион сражавшихся на кораблях пехотинцев тоже поддержал Отона; иллирийские легионеры, стоявшие в Випсаниевом портике, прогнали посланца Гальбы, угрожая ему оружием. Оказалось, что старого императора поддерживает единственная когорта. На какие-либо энергичные действия Гальба так и не решился, хотя ему предлагали либо идти в преторианский лагерь, чтобы изменить настроение солдат, либо запереться в палатинском дворце. В какой-то момент по городу распространились слухи, что Отон убит, и телохранитель по имени Юлий Аттик даже показал императору окровавленный меч: по его словам, это была кровь Марка Сальвия. Позже появилось предположение, что эти слухи были специально распущены бунтовщиками, чтобы выманить Гальбу из дворца. Император прибыл на форум, чтобы разобраться в происходящем и показаться народу, и здесь, у Курциева озера, его нашёл высланный Отоном отряд конницы и пехоты. Последняя когорта Гальбы разбежалась, он сам был убит; погиб и Тит Виний, кричавший перед смертью, что он тоже участник заговора.
Когда Отону принесли отрубленную голову Гальбы, он сказал: «Это ещё ничего, друзья, а вот покажите-ка мне голову Пизона!» Последнего нашли в храме Весты и тоже убили. Только увидев его голову, как пишет Тацит, Марк Сальвий почувствовал, наконец, себя в безопасности. Сенаторы и простые горожане ринулись в преторианский лагерь, чтобы выразить свою преданность новому императору, а вечером сенат собрался на внеочередное заседание и постановил предоставить Отону титул августа, полномочия народного трибуна «и все знаки почёта, подобающие принцепсу». Это стало официальным началом правления Марка Сальвия.

### Начало правления
Первой проблемой, с которой столкнулся новый император, стало своеволие преторианцев, которые даже начали сами выбирать префектов. Сначала они выбрали префектом претория Плотия Фирма, а позже — Лициния Прокула, близкого друга Отона; префектом же города стал Тит Флавий Сабин. Гвардейцы предъявили Марку Сальвию первые требования: они хотели, чтобы их освободили от оплаты отпусков, которая превратилась в ежегодную подать в пользу центурионов. Чтобы всех оставить довольными, Отону пришлось ввести новый порядок, при котором отпуск оплачивался из казны. Преторианцы были враждебно настроены по отношению к сенату и подозревали, что тот готовит новый переворот. Однажды, когда Марк Сальвий обедал у себя дома с восемьюдесятью сенаторами, солдаты ворвались в дом с намерением «перебить всех врагов императора разом»; Отону удалось выпустить гостей через другие двери, а потом успокоить солдат. Преторианцы неизменно высказывали преданность ему, но установить над ними надёжный контроль и улучшить дисциплину Марк Сальвий так и не смог. С другой стороны, исследователи пишут, что император не пошёл на какие-то принципиальные уступки: сроки службы в гвардии не были уменьшены, жалованье не было увеличено
О деталях поэтапного официального вступления Отона в новые полномочия известно благодаря постановлениям арвальских братьев: эта коллегия устраивала празднества по случаю каждого шага её главы к вершине власти. 16 января 69 года праздновалось получение Марком Сальвием империя (imperium Othonis; в этот день принцепс принёс жертву на Капитолии); 26 января — его избрание консулом; 28 февраля — получение полномочий трибуна; 5 марта — вхождение в сразу четыре жреческих коллегии, понтификов, авгуров, квиндецемвиров священнодействий и эпулонов. Правда, существует предположение, что сан верховного понтифика был предоставлен Отону уже 15 января, причём, вопреки старинной практике, решением не народного собрания, а сената.
Консулами на первые четыре месяца 69 года, до 1 мая, были в своё время назначены Гальба и Тит Виний. После их гибели эту должность заняли сам Марк Сальвий и его старший брат, Луций Сальвий Отон Тициан (Плутарх называет Марка консулом уже в связи с событиями 16 января). Консулами-суффектами на март и апрель стали Луций Вергиний Руф и Луций Помпей Вописк, друг императора. В остальном список магистратов, утверждённый Гальбой, остался неизменным (при этом в ряде документов в качестве консулов-эпонимов называют именно Гальбу и Виния).
После захвата власти Отон старался наладить хорошие отношения со всеми политическими силами. Так, проигнорировав требования преторианцев, он не стал казнить Авла Мария Цельса — военачальника, который до последнего был на стороне Гальбы, — и позже даже доверил ему часть армии. Луций Вергиний Руф, назначенный Марком Сальвием консулом на март и апрель, в 68 году был наместником Верхней Германии; именно он в мае 68 года нанёс при Весонтионе решающее поражение Гаю Юлию Виндексу, а потом настаивал на предоставлении «сенату и народу Рима» права решать, кто станет новым принцепсом. Когда в некоторых общественных местах снова выставили статуи Нерона, Марк Сальвий не стал этому препятствовать и, «угождая толпе, не отвергал имени Нерона, которым его стали величать — прежде всего в театрах». Впрочем, от прибавления этого имени к своему официальному титулованию император всё-таки отказался, объяснив, что «первым и лучшим гражданам это не по душе»; а Гай Софоний Тигеллин, любимец Нерона и объект всеобщей ненависти, пощажённый Гальбой, при Отоне подвергся преследованиям и покончил с собой. Плутарх пишет, что и в этом случае Марк Сальвий старался угодить народу.
Стремясь увеличить число своих сторонников, Отон приказал возвращать людям, осуждённым при Нероне за «оскорбление величества», их имущество. Молодым нобилям, вернувшимся из ссылки, он предоставлял жреческие должности, принадлежавшие их предкам, и старых сенаторов тоже активно включал в жреческие коллегии. С сенатом в целом император старался поддерживать хорошие отношения, советуясь с ним по всем важным вопросам. В отношении провинций он придерживался той же линии, по возможности улучшая положение отдельных общин и групп населения, чтобы укрепить свои позиции. В частности, Марк Сальвий предоставил римское гражданство галльскому племени лингонов, увеличил число постоянных колонистов Гиспала и Эмериты в Испании, «передал в дар» провинции Бетика несколько мавретанских городов (по-видимому, это должно было увеличить доходы провинциалов). Тацит упоминает какие-то привилегии, полученные Африкой и Каппадокией. Когда III легион, защищавший Мёзию, разбил вторгшихся в эту провинцию роксоланов, Отон щедро наградил военачальников, но постарался приписать победу себе.

### Война с Авлом Вителлием
Главной проблемой для Отона после захвата им власти в Риме стала позиция провинциальных наместников. Легионы Далмации, Паннонии и Мёзии присягнули ему сразу после событий 15 января; их примеру последовали правитель Сирии Гай Лициний Муциан, командовавший четырьмя легионами (в Антиохии ещё зимой 69 года начали чеканить монеты с изображением Отона), и Тит Флавий Веспасиан. Последний во главе трёх легионов боролся в это время с восставшими иудеями; согласно источникам, он надеялся, что Гальба сделает наследником его старшего сына того же имени, но юный Флавий ещё на пути в Рим узнал, что власть поменялась. На основе документов с именем Отона, найденных в Фивах и Оксиринхе, исследователи делают вывод, что Египет тоже признал нового императора. Таким образом, Марка Сальвия поддержал весь Восток, а также Африка, которая после подавления мятежа Луция Клодия Макра предпочитала подчиняться Риму.
В провинциях к западу и северо-западу от Италии ситуация была совершенно иной. Ещё 1 января начался солдатский бунт в Верхней и Нижней Германиях, а 2 января наместник Нижней Германии Авл Вителлий возглавил мятеж и был провозглашён в Колонии Агриппине (современный Кёльн) императором. О случившемся успел узнать Гальба, а среди рядовых жителей Рима новости распространились в богатый событиями день 15 января. Изначально Вителлия поддержала мощная армейская группировка в семь легионов. Вскоре к нему примкнули наместники Белгики, Лугдунской Галлии и Реции; Аквитания и Испания признали было Отона, но вскоре перешли на сторону Вителлия. Так же поступила и Нарбонская Галлия, «ибо жители видели нависшую опасность и понимали, что всегда легче примкнуть к тому, кто ближе и сильнее». Тацит даже утверждает, что и восточные провинции подчинились Марку Сальвию только потому, что о нём узнали раньше, чем о германском узурпаторе.
Отон попытался кончить дело миром: он отправил Вителлию письмо, в котором предлагал, по данным Плутарха и Тацита, огромную сумму денег и все возможности, чтобы «вести жизнь лёгкую, приятную и досужую», а по данным Светония — статус соправителя и себя в зятья. Предложение в любом случае не было принято. Между противниками завязалась переписка, в которой каждый старался обвинить другого во всевозможных грехах — изнеженности, мотовстве, некомпетентности в военных вопросах и т. п. Марк Сальвий попытался также обратиться напрямую к германским легионам, чтобы убедить их отказаться от поддержки мятежника, но и в этом потерпел неудачу.
В феврале 69 года вителлианцы двинулись в Италию двумя армиями: согласно Тациту, Фабий Валент с сорока тысячами солдат через Южную Галлию, Авл Цецина Алиен с тридцатью тысячами — через Гельвецию (впрочем, в историографии есть мнение, что численность войск завышена примерно вдвое). Отон мог противопоставить этим силам примерно двадцатипятитысячную армию, во главе которой поставил Гая Светония Паулина, Аппия Анния Галла и Авла Мария Цельса. Поскольку противник уже занял альпийские перевалы, Марк Сальвий сначала сосредоточился на подготовке флота. Его эскадра, усиленная частью преторианцев, высадила десант в Нарбонской Галлии и разбила в сражении часть армии Фабия Валента; благодаря этой победе Корсика и Сардиния остались на стороне Марка Сальвия. Тем временем Авл Цецина вторгся в Транспаданскую Галлию, где на его сторону перешла силианская конница. Но в дальнейших боях перевес был неизменно на стороне полководцев Отона. Один из них, Тит Вестриций Спуринна, закрепился в Плаценции и отбил нападение вителлианцев с большими потерями для последних; другой, Марций Макр, одержал победу у Кремоны. Наконец, в сражении главных сил при Касторах отонианцы обратили врага в бегство и уничтожили бы армию Цецины, если бы Светоний Паулин из осторожности не приказал прекратить преследование.
Между 14 и 24 марта 69 года Отон выехал из Рима, чтобы возглавить армию. Для него было важно подчеркнуть свой статус военного лидера и защитника Италии; об этом может говорить изображение на чеканившихся в это время монетах императора, сидящего на коне и потрясающего копьём. Тем временем Цецина объединил свои силы с Фабием Валентом, и теперь вителлианцы снова стремились к большой битве. Общая численность их армии могла составлять от 30-40 до 100 тысяч солдат, отонианцев же было порядка 50 тысяч. Марк Сальвий оказался перед дилеммой — дать бой или продолжать затягивать войну. Светоний Паулин советовал ему второе; брат Отон Тициан и префект претория Лициний Прокул — первое. В конце концов Отон решил дать сражение. Плутарх, ссылаясь на оратора Секунда, который вёл императорскую переписку, объясняет это так: «Отон не мог дольше терпеть неопределённости положения, не мог, по изнеженности своей, переносить непривычные для него мысли об опасности и, истомленный заботами, зажмурившись, словно перед прыжком с обрыва, поторопился отдать исход всего дела на волю случая». Впрочем, в историографии существует мнение, что рассказ о таком решении Марка Сальвия — вымысел враждебных ему античных авторов: в действительности сражение началось вопреки воле отонианского командования.
По настоянию своих приближённых Марк Сальвий уехал от армии в город Брикселл, чтобы не подвергать себя опасности, а с собой увёл преторианцев и часть конницы. Кроме того, он не назначил главнокомандующим ни одного из трёх полководцев; всё это серьёзно ослабило его армию.
Битва произошла 14 апреля 69 года при Бедриаке и носила беспорядочный и ожесточённый характер. Отонианцы, утомлённые долгим маршем, были внезапно атакованы врагом. I Вспомогательный легион Марка Сальвия начал было брать верх над XXI Стремительным легионом Вителлия и даже захватил вражеского орла, но вителлианцы всё-таки его оттеснили. Когда конница батавов ударила отонианцам во фланг, началось общее отступление. Хотя говорить о полном разгроме, по-видимому, не следует, на следующий день вся армия Отона, укрывшаяся в лагере, присягнула на верность Вителлию.

### Гибель
У Отона ещё оставались войска, к тому же со дня на день должны были подойти четыре легиона с дунайской границы. Тем не менее, узнав о поражении, Марк Сальвий решил, что единственный выход для него — самоубийство. Античные авторы единодушно пишут, что император счёл необходимым принести себя «в жертву во имя мира и согласия» — собственной смертью положить конец гражданской войне. Гай Светоний Транквилл рассказывает, ссылаясь на своего деда Светония Лета, служившего в армии Отона военным трибуном, что император «даже частным человеком всегда ненавидел междоусобные распри, и когда однажды на пиру кто-то упомянул гибель Кассия и Брута, он содрогнулся». Теперь Отон не хотел продолжать братоубийственную войну. Он приказал уезжать своим друзьям и сенаторам, написал письма сестре и Статилии Мессалине, в которых попросил позаботиться о его останках. Юный племянник получил от него прощальное напутствие: «Пусть юноша… никогда не забывает, что он племянник Отона, но слишком часто об этом думать тоже не стоит».
Вечером Марк Сальвий уничтожил свой архив, раздал денежные награды слугам, «проявив, однако, бережливость, странную в человеке, который решил умереть». Потом он выбрал из двух мечей тот, который был острее, и спрятал его под подушку, после чего лёг спать. На рассвете он проснулся и бросился грудью на подставленный клинок. На его стоны сбежались слуги, пришёл префект претория Плотий Фирм; у них на руках Отон умер. Тело императора тут же сожгли в соответствии с его предсмертными распоряжениями: Отон боялся, что враги отрубят ему голову и будут над ней глумиться. Пепел похоронили там же, в Брикселле. Впоследствии Плутарх своими глазами видел скромный могильный камень с надписью: «Памяти Марка Отона».
Точной информации о дате гибели Марка Сальвия в источниках нет. Исходя из даты битвы при Бедриаке (14 апреля) и сообщений о продолжительности правления Отона (девяносто пять дней, девяносто дней, три месяца, три месяца и один день), разные исследователи говорят о 15, 16 или 17 апреля 69 года.

## Внешность
Описание внешности Отона оставил Светоний. Он пишет о невысоком росте и кривых ногах. По его словам, Марк Сальвий «ухаживал за собою почти как женщина, волосы на теле выщипывал, жидкую причёску прикрывал накладными волосами, прилаженными и пригнанными так, что никто о том не догадывался, а лицо своё каждый день, с самого первого пушка, брил и растирал мочёным хлебом, чтобы не росла борода». По словам Тацита, Отон был «изнежен телом».
На отоновских монетах отчеканено изображение довольно молодого человека с прямым носом, высоким лбом, полноватой шеей. В ряде случаев этот человек очень похож на Нерона; на некоторых монетах изображения Марка Сальвия и Нерона фактически идентичны.

## Семья
Брак Марка Сальвия с Поппеей Сабиной остался бездетным. Поппея после развода с Отоном стала женой Нерона, а в 65 году умерла. Придя к власти, Отон приказал восстановить её статуи, разрушенные во время народных волнений. Известно, что в 69 году у Отона был план женитьбы на дочери Авла Вителлия, а позже он намеревался жениться на вдове Нерона Статилии Мессалине. Эта матрона стала адресатом одного из последних писем Марка Сальвия.
В следующем поколении Сальвиев был только один человек — Луций Сальвий Отон Кокцейан. По отцу этот нобиль был племянником Марка Отона, а по матери — племянником Марка Кокцея Нервы, тоже ставшего императором, но существенно позже, в 96 году. Марк Сальвий планировал усыновить племянника в случае победы в гражданской войне. Отон Кокцейан уцелел в гражданской войне и в 82 году занял должность консула-суффекта; он был казнён по приказу императора Домициана.

## Оценки личности и деятельности Отона

### В источниках
«Зеркало держит иной, — эту ношу миньона Отона, —

Будто добычу с аврунка Актора: смотрелся в него он

Вооружённый, когда приказал уже двигать знамёна.

Дело достойно анналов, достойно истории новой:

Зеркало заняло место в обозе гражданских сражений!

Ясно, лишь высший вождь способен и Гальбу угробить,

И обеспечить за кожей уход, лишь гражданская доблесть

На бедриакских полях и к дворцовой добыче стремится,

И покрывает лицо размазанным мякишем хлеба,

Как не умела ни лучник Ассирии — Семирамида,

Ни Клеопатра, грустя на судне, покинувшем Акций».
После гибели Марка Сальвия распространились слухи, что он убил Гальбу ради восстановления республиканского строя; в целом об Отоне стали думать лучше, чем при жизни, проявляя больше уважения и понимания. Известно, что Отон Кокцейан был казнён Домицианом за то, что отмечал день рождения своего дяди.
Источники сообщают о многочисленных пороках Отона. Так, Тацит называет Марка Сальвия «распутным, жестоким и наглым» и говорит, что тот стремился к власти ради «роскоши и наслаждений». Плутарх пишет о «крайней развращённости», Светоний называет Отона «мотом и наглецом». В сатирах Ювенала Марк Сальвий изображён как полная противоположность обладателям староримских добродетелей (и гражданских, и военных). При всём этом Светоний, по словам исследователя Евгения Шерстнёва, «скорее одобряет» Отона и «скорее не одобряет» его жертву Гальбу. У Тацита противоположная позиция: он «скорее не одобряет» Отона и «скорее одобряет» Гальбу. Это может объясняться тем, что Светоний тяготел к всадничеству, поддерживавшему Марка Сальвия, а Тацит был сенатором и соответственно сочувствовал Сервию Сульпицию.
Все античные авторы положительно характеризуют наместничество Отона в Лузитании и выражают своё восхищение в связи с обстоятельствами его смерти: император, который до этого отличался только разнообразными недостатками, без колебаний принёс себя в жертву, чтобы положить конец братоубийственной войне. Плутарх так подвёл итог его жизни: «прожил он нисколько не чище Нерона, но умер гораздо благороднее».

### В историографии
Учёные по-разному трактуют узурпацию Отона и в целом смутный период 68—69 годов. Так, немецкая исследовательница Бригитта Риттер считает, что эти события были «экспериментами и импровизациями», связанными с отсутствием у римского общества понимания того, на чём именно зиждется императорская власть. До этого она переходила из рук в руки внутри одной семьи. Теперь же римляне опытным путём выясняли, кто может «создавать принцепсов»: «сенат и народ Рима», преторианцы или провинциальные армии. Отон стал инициатором одной из таких попыток и жертвой следующей. Преторианцы, по мнению Риттер, при каждой передаче верховной власти в I веке (в 14, 37, 41, 54 годах) играли всё более значительную роль. Гальба пришёл к власти без их участия, и они взяли реванш, используя для этого Отона. Последний, таким образом, стал первым римским императором, организовавшим убийство своего предшественника.
С точки зрения Алексея Егорова, выступление Отона против Гальбы стало реваншем формирующегося имперского режима в схватке с «полисно-сенатскими силами». Марк Сальвий в этой борьбе опирался не только на преторианскую гвардию, но ещё и на «императорский аппарат» и былых приверженцев Нерона, а противостоял ему «классический сенатский император». В определённом смысле он занимает вместе с Авлом Вителлием промежуточное положение между Юлиями-Клавдиями и Флавиями: первые принадлежали к старой республиканской аристократии, вторые были совершенно безродными (отец Веспасиана был всего лишь сборщиком налогов, дед — центурионом). Отон же относился к новой имперской знати, будучи нобилем во втором поколении.
Историки отмечают, что за три месяца своего правления Отон смог проявить ум и энергию. Предположительно у него были определённые способности администратора; Марк Сальвий приложил много усилий, чтобы выстроить систему компромиссов и положить таким образом конец гражданской войне, а его попытки урегулировать мирным путём конфликт с Авлом Вителлием могут говорить о политической мудрости. Тем не менее при нём продолжалось углубление кризиса: империя фактически распалась, преторианская гвардия стала хозяйкой положения в Риме. К тому же Марк Сальвий стал первым римским императором, заранее одобрившим убийство своего предшественника. Его самоубийство можно трактовать и как самопожертвование, и как проявление слабости. В целом быстрый отказ от продолжения борьбы оценивается как парадоксальный, учитывая, что незадолго до того Отон предпринял серьёзные усилия, чтобы захватить власть.

### В художественной литературе
Марк Сальвий стал главным героем трагедии французского драматурга Пьера Корнеля «Отон», впервые поставленной на сцене в 1665 году.